# كريستوف كاستانير
كريستوف كاستانير (بالفرنسية: Christophe Castaner) (ولد 3 يناير 1966 بمدينة Ollioules) هو محام وسياسي فرنسي. عينه الرئيس ماكرون يوم 16 أكتوبر 2018 وزيرا للداخلية.

## روابط خارجية
- كريستوف كاستانير على موقع مونزينجر (الألمانية)